# Gouania callmanderi
Gouania callmanderi är en brakvedsväxtart som beskrevs av Buerki. Gouania callmanderi ingår i släktet Gouania och familjen brakvedsväxter. Inga underarter finns listade i Catalogue of Life.